# Gelendost
Gelendost ist eine Stadt und Hauptort des gleichnamigen Landkreises in der türkischen Provinz Isparta. Die Stadt liegt etwa 56 Kilometer Luftlinie (80 Straßenkilometer) nordöstlich der Provinzstadt und beherbergt etwa ein Drittel der Kreisbevölkerung (35,2 %). Die Fernstraße D 330 berührt die Stadt. Der Ort wurde 1951 zur Belediye (Gemeinde) erhoben.
Der Landkreis wurde am 1. Juni 1954 durch das Gesetz Nr. 6324 gebildet, hierbei wurden vom Kreis (Kaza) Şarkikaraağaç alle 14 Ortschaften (Mevkiler) des Bucak Gelendost ausgegliedert (Volkszählung 1950: 12.795 Einw. inkl. Nomaden).

Der Landkreis liegt im Zentrum der Provinz, östlich vom See Eğirdir Gölü und grenzt des Weiteren an den Kreis Yalvaç im Norden an den Kreis Şarkikaraağaç im Westen sowie an dem Kreis Eğirdir im Süden. Der Kreis besteht neben der Kreisstadt noch aus 13 Dörfern (Köy) mit durchschnittlich 755 Bewohnern – das ist der höchste Durchschnitt für die Dörfer eines Kreises. Drei der Dörfer haben mehr als 1000 Einwohner: Yaka (1639), Bağıllı (1331) und Yeşilköy (1307 Einw.). Mit einer Bevölkerungsdichte von 24,8 Einwohnern je Quadratkilometer erreicht der Kreis die Hälfte des Provinzdurchschnitts (von 49,2).